# Mariana Moguel Robles
Mariana Moguel Robles (21 de agosto de 1983) es una política mexicana, licenciada en Ciencias de la Comunicación por la Universidad Iberoamericana, expresidenta del Comité del PRI Ciudad de México, militante del Partido Revolucionario Institucional, y diputada local del Distrito XXXIV en la Asamblea Legislativa del Distrito Federal.

## Carrera política
Hija de Rosario Robles Berlanga y de Julio Moguel Viveros, en 2014 se incorporó como integrante al Comité Directivo del Partido Revolucionario Institucional en el Distrito Federal en la Coordinadora de Atención a los Comités Ciudadanos y Condominales.
Además es Consejera Política Nacional y Consejera Política en el Distrito Federal, por el Partido Revolucionario Institucional. 
En 2012, fue candidata por la coalición del Partido Revolucionario Institucional y el Partido Verde Ecologista de México a diputada local en la Asamblea Legislativa del Distrito Federal por el distrito IX.
Entre otros logros partidistas destacó por ser la coordinadora ejecutiva del Movimiento Nacional de las Mujeres de la Confederación Nacional de Organizaciones Populares (CNOP), organización vinculada al Partido Revolucionario Institucional.

## Cargos en la administración pública
De 2009 a 2012 se incorporó a la administración pública como Subdirectora de Vinculación en la Delegación Miguel Hidalgo.
De 2013 a 2014, fue Coordinadora de Proyectos del C. Oficial Mayor de la Secretaria de Gobernación de los Estados Unidos Mexicanos.
En 2018, fue candidata por el PRI a la alcaldía de Milpa Alta, y pierde la alcaldía que tuvo el PRI a cargo de Jorge Alvarado Galicia (2015 - 2018).